# 西山蓮都
西山 蓮都（にしやま れんと、2009年5月4日 - ）は、日本の子役。
千葉県出身。スペースクラフト所属。

## 出演
太字は主演、もしくはメインキャラクターであることを表す。

### テレビドラマ
- 探偵が早すぎる 第1話（2018年7月19日、日本テレビ）
- シャーロック 特別編（2019年12月23日、フジテレビ）
- 連続テレビ小説 エール（2020年、NHK）
- 浦安鉄筋家族（2020年、テレビ東京）- クラスメイト 役
- 仮面ライダーセイバー 第1話（2020年9月6日、テレビ朝日）- 亮太 役
- バベル九朔（2020年10月20日 - 12月22日、日本テレビシンドラ）- 九朔満大（幼少期）役
- 教場Ⅱ（2021年1月3日〜2021年1月4日）- 杣利希斗（幼少期）役
- 江戸モアゼル〜令和で恋、いたしんす。〜（2021年1月7日 - 3月11日、読売テレビ、日本テレビ）- 岩佐長兵衛（幼少期）役
- 緊急取調室シーズン4 第5話（2021年8月5日、テレビ朝日）- 村松彰（幼少期）役
- 相棒20 第11話 元日スペシャル（2022年1月1日、テレビ朝日）- 早瀬新 役 [3]
- ファイトソング（2022年1月11日 - 3月15日、TBS）- 夏川慎吾（幼少期）役
- 探偵が早すぎる2 第3話・第10話（2022年4月28日・6月18日、読売テレビ、日本テレビ）- 美津山宗介（幼少期）役
- ブラックポストマン 第3話（2023年9月1日、テレビ東京）- 並木拓人 役
- むこう岸（2024年5月6日、NHK総合） - 主演・山之内和真 役[4]

### バラエティ他
- 中居正広の身になる図書館（テレビ朝日）
- 爆報!THEフライデー（TBS）
- 中居正広の金曜日のスマイルたちへ（TBS）
- 世界一受けたい授業（日本テレビ）
- スッキリ (テレビ番組)（日本テレビ）
- 幸せ!ボンビーガール（日本テレビ）

### 配信
- バックステージ！（2021年3月31日〜配信、auスマートパスプレミアムドラマ） - 健一 役
- 悪魔とラブソング 第5話（2021年6月19日〜配信、hulu） - 男の子 役

### WEB広告
- 放課後チャレンジ　超研究会 （2021年5月24日〜、2021年5月31日〜YouTube公開、ベネッセ）
- サイエンスZERO（NHK、2022年3月5日〜YouTube公開）

### 舞台
- 演劇調異譚「xxxHOLiC」（2021年） - モロダシ 役[5]
- 舞台「くちびるに歌を」（2022年） - アキオの子供時代 役[6]
- 舞台『魔法使いの約束』祝祭シリーズ Part2（2023年）- ザシャ 役[7]
- Experimental Theater「結合男子」 (2024年)  -  凍硝七瀬 役
- 舞台「ハンドレッドノート〜暗闇に消えた月〜」（2024年） - 物怪瑠衣 役[8]
- 舞台「7SEEDS〜春の章〜」（2024年） - 野火桃太郎 役[9]
- 「HUNTER×HUNTER」THE STAGE 3（2025年） - ゴン 役[10]

### 映画
- 地獄の花園（2021年5月21日公開） - いじめっ子 役
- 劇場版TOKYO MER〜走る緊急救命室〜（2023年4月28日公開） - 中学生 役[11]